# 朱逢博
朱逢博（1937年4月4日—），女，祖籍浙江湖州，出生于山东济南。中国女高音歌唱家。

## 生平
朱逢博在抗日战争时随全家避难四川，1945年抗戰勝利后迁居南京，1949年后一度回到济南。1952年，由于其父出任新成立的华东水利学院教授，又回到南京，考入南师附中。1955年，以优异成绩考入同济大学建筑专业。
1960年，由于一个偶然的机遇，朱逢博的演唱才能被上海歌剧院发现，被调入上海歌剧院任歌手。朱其后曾进入上海音乐学院进修声乐，师从施鸿鄂等人，其演唱融合了西洋声乐和中国民族唱法。
1965年，朱逢博调入上海舞蹈学校，出任芭蕾舞剧《白毛女》中女主角喜儿的伴唱而成名。1974年后朱先后在中国艺术团、上海芭蕾舞团、上海歌舞团任独唱演员。1980年代初，朱逢博翻唱了一批国外通俗歌曲，并首先演唱了一些台湾校园民歌，使其成为中国家喻户晓的通俗音乐明星。
1985年，朱逢博创建上海轻音乐团，任团长，退休后任名誉团长至今。朱的丈夫是其曾经的老师的施鸿鄂。

## 作品
朱逢博演唱的歌曲非常多，超过800首。她出版过将近30盒独唱专集、卡带、唱片等等。
此外，她还为许多电影配唱歌曲。她配唱的电影歌曲主要有：
- 1986年电影《芒芒和他的朋友》插曲
- 1984年电影《南方的岸》插曲
- 1984年电影《西去百丈峡》插曲
- 1983年电影《神行太保》插曲
- 月儿歌，1981年电影《毕升》插曲
- 1981年电影《不该凋谢的玫瑰》插曲
- 舟中琵琶，1981年电影《杜十娘》插曲
- 青楼曲，1981年电影《杜十娘》插曲
- 笼儿不是鸟的家，1981年电影《杜十娘》插曲
- 铃儿成双，1981年电影《杜十娘》插曲
- 飞吧，燕子，1981年电影《飞燕曲》插曲
- 春风吹绿了江南，1981年电影《剑魂》插曲
- 1981年电影《金钱梦》插曲
- 1981年电影《小海》插曲
- 美呀，生活，1980年电影《爱情啊，你姓什么？》插曲
- 白莲花洁白的花，1980年电影《白莲花》插曲
- 哪里是我温暖的家，1980年电影《白莲花》插曲
- 镜中的人儿你在想什么，1980年电影《黄英姑》插曲
- 要让生活更娇美，1980年电影《见面礼》插曲
- 飞向远方的故乡，1980年电影《庐山恋》插曲
- 神女峰的迷雾，1980年电影《神女峰的迷雾》插曲
- 山路弯弯，1980年电影《天云山传奇》插曲
- 两颗星星，1980年电影《天云山传奇》插曲
- 只怕虚度好年华，1980年电影《胭脂》插曲
- 今生飘零到何方，1980年电影《胭脂》插曲
- 霞染胭脂映湖心，1980年电影《胭脂》插曲
- 满山红叶似彩霞，1980年电影《等到满山红叶时》插曲
- 相会在攀枝花下，1980年电影《自豪吧，母亲》插曲
- 滑雪歌，1980年动画片《雪孩子》插曲
- 永远和你在一道，1979年电影《婚礼》插曲
- 雷锋之歌，1979年电影《雷锋之歌》插曲
- 歌唱大别山，1979年电影《挺进中原》插曲
- 1977年电影《连心坝》插曲
- 雪莲开在冰山上，1978年电影《冰山雪莲》插曲
- 迎来公社好春色，1978年电影《儿子、孙子和种子》插曲
- 1978年电影《六盘山》插曲
- 傣家人热爱解放军，1978年电影《两只小孔雀》插曲
- 矿工悲歌，1976年电影《沸腾的群山》插曲
- 1976年电影《欢腾的小凉河》插曲
- 根深迎茂迎风长，1976年电影《青春似火》插曲
- 察隅河上好风光，1974年纪录片《西藏的江南》插曲